# 白川線
白川線（朝鲜语：／ Paech'ŏn sŏn */?）是朝鮮民主主義人民共和國的一條鐵道線路，站點為黄海南道的海州青年站到银光站，本路线的前身为土海線的一部分。

## 路线概况
- 距离：64.4km
- 车站数：11
- 轨距：1435mm
- 电气化区间：長芳站-青丹站（直流3kV）
- 复线区间：无